# Vovkovîii, Demîdivka
Vovkovîii (în ucraineană Вовковиї) este o comună în raionul Demîdivka, regiunea Rivne, Ucraina, formată numai din satul de reședință.

## Demografie
Componența lingvistică a comunei Vovkovîii
     Ucraineană (99,35%)
     Alte limbi (0,58%)
Conform recensământului din 2001, majoritatea populației comunei Vovkovîii era vorbitoare de ucraineană (99,35%), existând în minoritate și vorbitori de alte limbi.